# Banditisme révolutionnaire
 (août 2013).
Si vous disposez d'ouvrages ou d'articles de référence ou si vous connaissez des sites web de qualité traitant du thème abordé ici, merci de compléter l'article en donnant les références utiles à sa vérifiabilité et en les liant à la section « Notes et références ».
Le banditisme révolutionnaire est une forme de banditisme théorisé comme une pratique révolutionnaire. Elle est parfois appelée expropriation prolétarienne. Il a été mis en pratique ou théorisé par différents révolutionnaires au cours de l'histoire.

## Exemples
- Action directe (France, 1979-1987)
- Buenaventura Durruti (Fédération anarchiste ibérique, Espagne, 1971-1973)
- Jacques Lesage de La Haye (France, années 1950)
- Jules Bonnot (France, années 1900)
- Les Bolcheviks (Russie, années 1900)
- L'Organizzazione Consigliare (Italie, 1969-1971)
- Le groupe "Comontismo" (Italie, 1971-1972)
- Le groupe Marge (France, 1974-1979)
- Le groupe Os Cangaceiros (France, 1985-1992)
- Le Front de libération du Québec (FLQ, Canada, 1963-1970)
- Le Mouvement ibérique de libération (MIL, Espagne, 1971-1973)
- Les anarchistes expropriateurs (Argentine, Entre-deux-guerres)
- Les Groupes d'action révolutionnaires internationalistes (GARI, Espagne, 1973-1974)
- Les Fossoyeurs du vieux monde (France, 1979-1983)
- Lucio Urtubia (France, années 1960)